# Juvigny (Aisne)
Juvigny és un municipi francès situat al departament de l'Aisne i a la regió dels Alts de França. L'any 2007 tenia 287 habitants.

## Demografia

### Població
El 2007 la població de fet de Juvigny era de 287 persones. Hi havia 98 famílies de les quals 20 eren unipersonals (8 homes vivint sols i 12 dones vivint soles), 25 parelles sense fills, 37 parelles amb fills i 16 famílies monoparentals amb fills.
La població ha evolucionat segons el següent gràfic:
Habitants censats

### Habitatges
El 2007 hi havia 109 habitatges, 99 eren l'habitatge principal de la família, 2 eren segones residències i 8 estaven desocupats. Tots els 109 habitatges eren cases. Dels 99 habitatges principals, 72 estaven ocupats pels seus propietaris i 27 estaven llogats i ocupats pels llogaters; 2 tenien dues cambres, 15 en tenien tres, 15 en tenien quatre i 66 en tenien cinc o més. 87 habitatges disposaven pel capbaix d'una plaça de pàrquing. A 34 habitatges hi havia un automòbil i a 61 n'hi havia dos o més.

### Piràmide de població
La piràmide de població per edats i sexe el 2009 era:
| Homes | Edats   | Dones |
| ----- | ------- | ----- |
| 0     | 95 o +  | 0     |
| 0     | 90 a 94 | 0     |
| 0     | 85 a 89 | 0     |
| 0     | 80 a 84 | 0     |
| 4     | 75 a 79 | 0     |
| 0     | 70 a 74 | 0     |
| 8     | 65 a 69 | 4     |
| 8     | 60 a 64 | 4     |
| 0     | 55 a 59 | 8     |
| 12    | 50 a 54 | 8     |
| 8     | 45 a 49 | 8     |
| 0     | 40 a 44 | 4     |
| 16    | 35 a 39 | 12    |
| 20    | 30 a 34 | 16    |
| 16    | 25 a 29 | 20    |
| 4     | 20 a 24 | 12    |
| 4     | 15 a 19 | 12    |
| 12    | 10 a 14 | 12    |
| 28    | 5 a 9   | 8     |
| 12    | 0 a 4   | 16    |

## Economia
El 2007 la població en edat de treballar era de 179 persones, 137 eren actives i 42 eren inactives. De les 137 persones actives 120 estaven ocupades (73 homes i 47 dones) i 16 estaven aturades (8 homes i 8 dones). De les 42 persones inactives 10 estaven jubilades, 13 estaven estudiant i 19 estaven classificades com a «altres inactius».

### Ingressos
El 2009 a Juvigny hi havia 99 unitats fiscals que integraven 296 persones, la mediana anual d'ingressos fiscals per persona era de 15.068 €.

### Activitats econòmiques
Dels 10 establiments que hi havia el 2007, 1 era d'una empresa alimentària, 1 d'una empresa de fabricació d'altres productes industrials, 2 d'empreses de construcció, 3 d'empreses de comerç i reparació d'automòbils, 1 d'una empresa de transport, 1 d'una empresa d'hostatgeria i restauració i 1 d'una empresa de serveis.
Dels 2 establiments de servei als particulars que hi havia el 2009, 1 era un paleta i 1 empresa de construcció.
L'únic establiment comercial que hi havia el 2009 era una fleca.
L'any 2000 a Juvigny hi havia 5 explotacions agrícoles que ocupaven un total de 1.445 hectàrees.

## Equipaments sanitaris i escolars
El 2009 hi havia una escola elemental integrada dins d'un grup escolar amb les comunes properes formant una escola dispersa.

## Poblacions més properes
El següent diagrama mostra les poblacions més properes.